# Schwinge (Einheit)
Schwinge war ein Volumenmaß in den mährischen Eisenwerken, insbesondere in Blansko.
Das Maß wurde zum Kohlenmaß gerechnet.
- 18 Schwingen = 1 Korb = 63 Wiener Kubikfuß je 0,031585 m³ bzw. je 31,585 Liter[1] = 1,989821 m³ (errechnet)
- 1 Schwinge = 3,5 Kubikfuß = 0,110548 Kubikmeter (errechnet)